# LGA 2011
Le socket LGA 2011 (aussi appelé socket R) est un socket destiné aux processeurs Intel mis en vente le 14 novembre 2011. Il remplace et succède au socket LGA 1366 (socket B),. Avec ses puissantes performances, il est utilisé pour les ordinateurs de bureau haut de gamme et dans certaines plates-formes de serveurs.
Ce socket prend en charge quatre canaux de mémoire DDR3 ou DDR4 avec trois modules DIMM par canal ainsi que 40 voies PCI Express 2.0 ou 3.0.
Le socket LGA 2011 est utilisé pour les processeurs Sandy Bridge-E/EP et Ivy Bridge-E/EP avec les chipsets correspondants X79 (classe E – , HEDT) et série C600 (famille Xeon EP – ). Ce socket et le LGA 1155 sont les deux derniers sockets Intel à supporter Windows XP et Windows Server 2003.
Le LGA 2011-1 (Socket R2), une génération mise à jour du socket et le successeur du LGA 1567, est utilisé sur les CPU Ivy Bridge-EX (Xeon E7 v2), Haswell-EX (Xeon E7 v3) et Broadwell-EX (Xeon E7 v4), qui sont sortis respectivement en février 2014, mai 2015 et juillet 2016.
Le LGA 2011-v3 (Socket R3, appelé également LGA 2011-3) est une autre génération mise à jour du socket, utilisé sur les CPU Haswell-E, Haswell-EP et Broadwell-E, qui sont sortis respectivement en août et septembre 2014. Les générations de socket mises à jour sont physiquement similaires au LGA 2011. Cependant, des signaux électriques différents, l'encoche de l'Independent Loading Mechanism (ILM) et l'intégration d'un contrôleur mémoire DDR4 plutôt que DDR3 interdisent la rétrocompatibilité avec les CPU plus anciens.